# Fußball-Weltmeisterschaft 1958
Die Endrunde der Fußball-Weltmeisterschaft 1958 war die sechste Ausspielung dieses bedeutendsten Turniers für Fußball-Nationalmannschaften und fand vom 8. bis zum 29. Juni 1958 in Schweden statt.
Die brasilianische Nationalmannschaft gewann mit dem damals 17-jährigen späteren Weltstar Pelé ihren ersten Weltmeistertitel durch einen 5:2-Sieg gegen die Mannschaft des Gastgebers. 16 Nationalmannschaften spielten in vier Vorrundengruppen mit jeweils vier Mannschaften um den Titel. Der Titelverteidiger Deutschland, inzwischen durch den Beitritt des Saarlandes verstärkt, unterlag dem Gastgeber im hart umkämpften Halbfinale und Frankreich beim Spiel um den dritten Platz. Vizeweltmeister Ungarn schied bereits in der Vorrunde aus, ebenso – und das sieglos – Österreich. Die Schweiz und die Mannschaft der DDR hatten sich nicht qualifiziert. Auch die früheren Weltmeister Uruguay und Italien waren nicht dabei.
In den 35 Spielen wurden 126 Treffer erzielt. Torschützenkönig wurde der Franzose Just Fontaine, der mit 13 Erfolgen sein Land zum dritten Platz schoss und mit den meisten Toren während derselben Weltmeisterschaft einen bis heute unerreichten Rekord aufstellte.

## Vergabe
Obwohl turnusgemäß nach dem Turnier 1954 in der Schweiz ein südamerikanisches Land an der Reihe gewesen wäre, war Schweden der einzige Bewerber für die Austragung dieser Weltmeisterschaft. Nach dem Ende des Zweiten Weltkriegs waren nur wenige Länder in der Lage, die Ausrichtung einer großen Sportveranstaltung zu organisieren, weshalb die Entscheidung vom FIFA-Kongress auf der Tagung vom 23. Juni 1950 in Rio de Janeiro für das im Krieg neutrale Schweden getroffen wurde.

## Spielorte
Die Spiele der Weltmeisterschaft wurden in zwölf Stadien in zwölf verschiedenen Städten im Süden Schwedens ausgetragen. Die größten Stadien waren das Råsundastadion in Solna und das damals für 31 Millionen SEK erbaute Nya Ullevi in Göteborg mit jeweils nahezu 50.000 Plätzen. Nördlichstes Stadion, in dem jemals ein WM-Spiel ausgetragen wurde, war das Stadion Jernvallen in der kleinen Stadt Sandviken.
| Göteborg |

| Halmstad |

| Borås |

| Eskilstuna |

| Norrköping |

| Solna |

| Malmö |

| Uddevalla |

| Örebro |

| Sandviken |

| Helsingborg |

| Västerås |

| Göteborg |

| Halmstad |

| Borås |

| Eskilstuna |

| Norrköping |

| Solna |

| Malmö |

| Uddevalla |

| Örebro |

| Sandviken |

| Helsingborg |

| Västerås |

| Stadt (Stadion)              | Spiele | Gesamt- zuschauerzahl | Schnitt | Spiel mit den meisten Zuschauern                    | Spiel mit den wenigsten Zuschauern                                            |
| ---------------------------- | ------ | --------------------- | ------- | --------------------------------------------------- | ----------------------------------------------------------------------------- |
| Uddevalla (Rimnersvallen)    | 1      | 17.788                | 17.788  | Brasilien – Österreich (Vorrunde)                   | Brasilien – Österreich (Vorrunde)                                             |
| Sandviken (Jernvallen)       | 2      | 28.643                | 14.322  | Ungarn – Wales (Vorrunde) 15.343                    | Ungarn – Mexiko (Vorrunde) 13.300                                             |
| Göteborg (Ullevi)            | 7      | 272.230               | 38.890  | Brasilien – Sowjetunion (Vorrunde) 50.928           | Sowjetunion – England (Vorrunden-Entscheidungsspiel um Platz 2) 23.182        |
| Västerås (Arosvallen)        | 2      | 21.808                | 10.904  | Jugoslawien – Frankreich (Vorrunde) 12.217          | Jugoslawien – Schottland (Vorrunde) 9.591                                     |
| Borås (Ryavallen)            | 2      | 37.111                | 18.556  | Sowjetunion – Österreich (Vorrunde) 21.239          | England – Österreich (Vorrunde) 15.872                                        |
| Örebro (Eyravallen)          | 1      | 13.554                | 13.554  | Frankreich – Schottland (Vorrunde)                  | Frankreich – Schottland (Vorrunde)                                            |
| Halmstad (Örjans vall)       | 2      | 24.821                | 12.411  | Argentinien – Nordirland (Vorrunde) 14.174          | Nordirland – Tschechoslowakei (Vorrunde) 10.647                               |
| Eskilstuna (Tunavallen)      | 1      | 13.103                | 13.103  | Paraguay – Jugoslawien (Vorrunde)                   | Paraguay – Jugoslawien (Vorrunde)                                             |
| Helsingborg (Olympiastadion) | 2      | 41.418                | 20.709  | BR Deutschland – Tschechoslowakei (Vorrunde) 25.000 | Tschechoslowakei – Argentinien (Vorrunde) 16.418                              |
| Solna (Råsundastadion)       | 8      | 229.954               | 28.744  | Brasilien – Schweden (Finale) 49.737                | Wales – Ungarn (Vorrunden-Entscheidungsspiel um Platz 2) 2.823                |
| Malmö (Malmö Stadion)        | 4      | 79.397                | 19.849  | Argentinien – BR Deutschland (Vorrunde) 31.156      | Nordirland – Tschechoslowakei (Vorrunden-Entscheidungsspiel um Platz 2) 6.196 |
| Norrköping (Idrottspark)     | 3      | 39.983                | 13.328  | Frankreich – Paraguay (Vorrunde) 16.518             | Paraguay – Schottland (Vorrunde) 11.665                                       |

## Qualifikation
Hauptartikel: Qualifikation zur Fußball-Weltmeisterschaft 1958
Von den insgesamt 52 gemeldeten Mannschaften konnten sich 14 qualifizieren. Gastgeber Schweden und Deutschland als Titelverteidiger waren automatisch qualifiziert. Größte Überraschung war das Scheitern des zweifachen Weltmeisters Italien, das gegen die bis dahin unbedeutende Mannschaft aus Nordirland ausschied, und Uruguay, das in der Südamerika-Gruppe 2 der paraguayischen Mannschaft den Vortritt lassen musste. Spanien, dessen Vereine zu dieser Zeit die europäischen Pokalwettbewerbe beherrschten, verpasste die Qualifikation gegen Schottland. Die Mannschaft aus Wales nahm als Vertreter Asiens und Afrikas am Turnier teil, da sich alle islamischen Länder Afrikas und Asiens weigerten, gegen Israel anzutreten. Daher wurde mit Wales ein Gruppenzweiter der Europa-Qualifikation zugelost, der sich gegen Israel durchsetzen konnte. Die Nationalmannschaften von Nordirland, der Sowjetunion und Wales nahmen zum ersten Mal an einer Endrunde teil. Das Vereinigte Königreich war erst- und bisher letztmals komplett mit seinen vier Verbänden England, Schottland, Wales und Nordirland vertreten.

### Teilnehmer

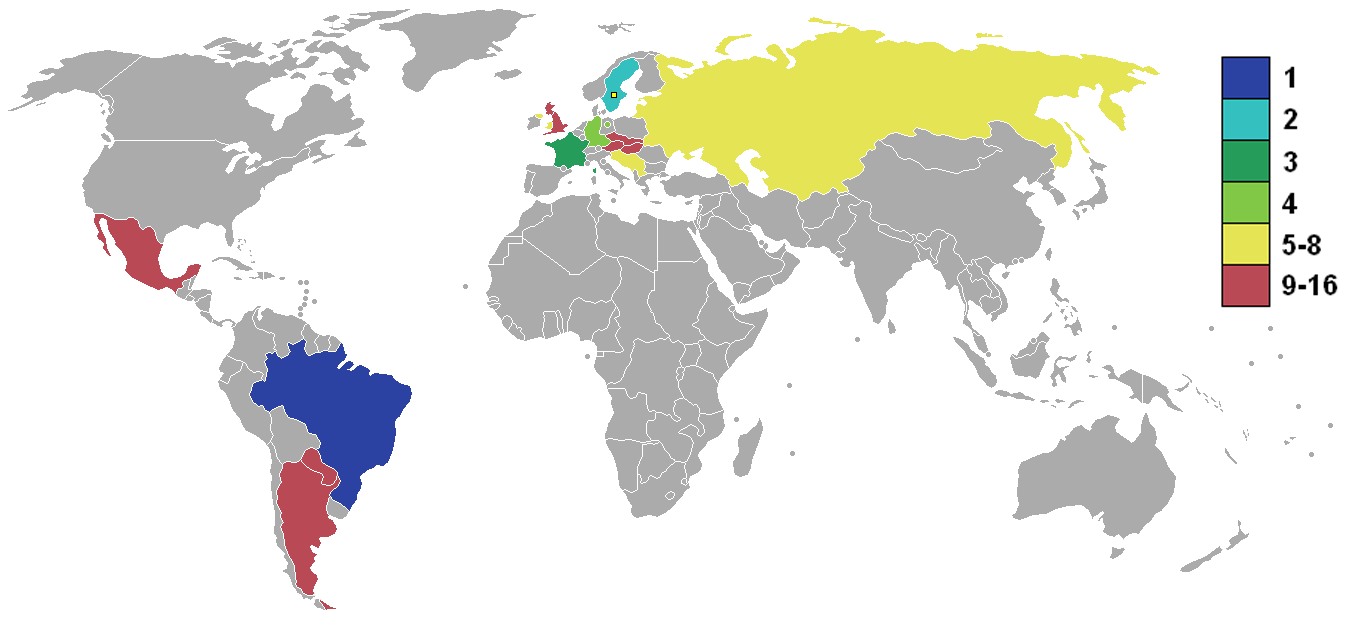
Weltkarte der Teilnehmer

| 12 aus Europa                              | BR Deutschland | England          | Frankreich | Jugoslawien |
|                                            | Nordirland     | Österreich       | Schottland | Schweden    |
|                                            | Sowjetunion    | Tschechoslowakei | Ungarn     | Wales       |
| 3 aus Südamerika                           | Brasilien      | Argentinien      | Paraguay   |             |
| 1 aus Nord-, Mittelamerika und der Karibik | Mexiko         |                  |            |             |

## Auslosung

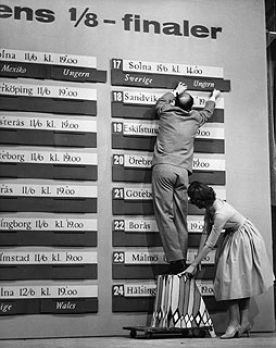
Festlegung des Spielplans bei der Auslosung

Die Mannschaften wurden nach geografischer Lage eingeteilt. Aus jedem der vier Töpfe wurde jeder Gruppe je eine Mannschaft frei zugelost. Schon vorher wurde festgelegt, dass die Gruppe mit Schweden in Solna bei Stockholm spielt.
Die „geografische“ Gruppeneinteilung widersprach zwar den FIFA-Bestimmungen, doch hatte das Organisationskomitee den Beschluss eines teilweisen Setzens mit klarer Mehrheit gefasst. Der ÖFB richtete dagegen zwar einen Protest und verlangte eine neue Auslosung, jedoch war von vorneherein klar, dass dieser nutzlos sein würde.
| Topf 1: | Westeuropa     | BR Deutschland • Frankreich • Österreich • Schweden   |
| Topf 2: | Amerika        | Argentinien • Brasilien • Mexiko • Paraguay           |
| Topf 3: | Großbritannien | England • Nordirland • Schottland • Wales             |
| Topf 4: | Osteuropa      | Jugoslawien • Sowjetunion • Tschechoslowakei • Ungarn |

| Gruppe 1         | Gruppe 2    | Gruppe 3 | Gruppe 4    |
| ---------------- | ----------- | -------- | ----------- |
| BR Deutschland   | Frankreich  | Schweden | Österreich  |
| Argentinien      | Paraguay    | Mexiko   | Brasilien   |
| Nordirland       | Schottland  | Wales    | England     |
| Tschechoslowakei | Jugoslawien | Ungarn   | Sowjetunion |

Für Informationen zu den einzelnen Gruppen und Kadern der Mannschaften auf den jeweiligen Link klicken.

## Modus
Die 16 Teilnehmer traten in vier Vorgruppen mit je vier Mannschaften an. Im Gegensatz zum vorangegangenen Turnier in der Schweiz wurde auf eine Setzliste verzichtet, so dass in den einzelnen Gruppen wieder jeder gegen jeden spielen musste. Die beiden Gruppenersten qualifizierten sich für das Viertelfinale, bei Punktgleichheit zweier oder mehr Mannschaften wurden Entscheidungsspiele eingeplant, deren Zusammensetzung sich je nach Szenario geändert hätte. Bei zwei punktgleichen Mannschaften auf Platz 2 und 3 wurde zwischen diesen beiden Mannschaften ein Entscheidungsspiel ausgetragen. Dies war bei der Endrunde auch das einzige eingetretene Szenario. Im Falle, dass Platz 2 bis 4 punktgleich abgeschlossen hätten, wäre die Mannschaft mit dem schlechtesten Torverhältnis ausgeschieden, während die verbleibenden beiden Mannschaften das Entscheidungsspiel geführt hätten. Wären Platz 1 bis 3 punktgleich gewesen, so wäre die Mannschaft mit dem besten Torverhältnis ins Viertelfinale gekommen, während die verbleibenden beiden Teams das Entscheidungsspiel gespielt hätten. Die letzte Option sah vor, dass alle vier Mannschaften die Gruppe punktgleich abgeschlossen hätten. Dann wären zwei Entscheidungsspiele angesetzt worden, deren Gegner aus allen vier Mannschaften durch das Los bestimmt worden wären.  Ab dem Viertelfinale wurde das Turnier im K.-o.-System ausgetragen.

## Vorrunde
In Gruppe 1 setzte sich Deutschland dank zweier Unentschieden und eines Sieges über Argentinien durch, das lediglich Platz vier belegte. Frankreich platzierte sich in Gruppe 2 knapp vor Jugoslawien. Der als Ersatzspieler angereiste Just Fontaine erzielte sechs Tore. Schweden und Brasilien wurden nach überzeugenden Auftaktsiegen ungefährdet Gruppensieger.
In drei Gruppen gab es Entscheidungsspiele um Platz zwei. England unterlag dabei dem WM-Neuling Sowjetunion. Von den vier britischen Mannschaften erreichten nur die ursprünglich als schwächer eingeschätzten Wales und Nordirland die nächste Runde. Österreich hatte das Pech, in die spielstärkste Gruppe gelost worden zu sein, und schied, nach einem Unentschieden gegen England, erwartungsgemäß aus.

### Gruppe 1
| Pl.                                                | Land             | Sp. | S | U | N | Tore    | Diff. | Punkte |
| -------------------------------------------------- | ---------------- | --- | - | - | - | ------- | ----- | ------ |
| 1.                                                 | BR Deutschland   | 3   | 1 | 2 | 0 | 007:500 | +2    | 04:20  |
| 2.                                                 | Nordirland       | 3   | 1 | 1 | 1 | 004:500 | −1    | 03:30  |
| 3.                                                 | Tschechoslowakei | 3   | 1 | 1 | 1 | 008:400 | +4    | 03:30  |
| 4.                                                 | Argentinien      | 3   | 1 | 0 | 2 | 005:100 | −5    | 02:40  |
| Nordirland durch Entscheidungsspiel Gruppenzweiter |                  |     |   |   |   |         |       |        |

|                                           |   |                  |           |
| 8. Juni 1958 um 19:00 Uhr in Malmö        |   |                  |           |
| Argentinien                               | – | BR Deutschland   | 1:3 (1:2) |
| 8. Juni 1958 um 19:00 Uhr in Halmstad     |   |                  |           |
| Nordirland                                | – | Tschechoslowakei | 1:0 (1:0) |
| 11. Juni 1958 um 19:00 Uhr in Helsingborg |   |                  |           |
| BR Deutschland                            | – | Tschechoslowakei | 2:2 (0:2) |
| 11. Juni 1958 um 19:00 Uhr in Halmstad    |   |                  |           |
| Argentinien                               | – | Nordirland       | 3:1 (1:1) |
| 15. Juni 1958 um 19:00 Uhr in Malmö       |   |                  |           |
| BR Deutschland                            | – | Nordirland       | 2:2 (1:1) |
| 15. Juni 1958 um 19:00 Uhr in Helsingborg |   |                  |           |
| Tschechoslowakei                          | – | Argentinien      | 6:1 (3:0) |

|                                     |   |                  |                      |
| 17. Juni 1958 um 19:00 Uhr in Malmö |   |                  |                      |
| Nordirland                          | – | Tschechoslowakei | 2:1 n. V. (1:1, 1:1) |

### Gruppe 2
| Pl. | Land        | Sp. | S | U | N | Tore    | Diff. | Punkte |
| --- | ----------- | --- | - | - | - | ------- | ----- | ------ |
| 1.  | Frankreich  | 3   | 2 | 0 | 1 | 011:700 | +4    | 04:20  |
| 2.  | Jugoslawien | 3   | 1 | 2 | 0 | 007:600 | +1    | 04:20  |
| 3.  | Paraguay    | 3   | 1 | 1 | 1 | 009:120 | −3    | 03:30  |
| 4.  | Schottland  | 3   | 0 | 1 | 2 | 004:600 | −2    | 01:50  |

|                                          |   |             |           |
| 8. Juni 1958 um 19:00 Uhr in Norrköping  |   |             |           |
| Frankreich                               | – | Paraguay    | 7:3 (2:2) |
| 8. Juni 1958 um 19:00 Uhr in Västerås    |   |             |           |
| Jugoslawien                              | – | Schottland  | 1:1 (1:0) |
| 11. Juni 1958 um 19:00 Uhr in Västerås   |   |             |           |
| Jugoslawien                              | – | Frankreich  | 3:2 (1:1) |
| 11. Juni 1958 um 19:00 Uhr in Norrköping |   |             |           |
| Paraguay                                 | – | Schottland  | 3:2 (2:1) |
| 15. Juni 1958 um 19:00 Uhr in Örebro     |   |             |           |
| Frankreich                               | – | Schottland  | 2:1 (2:0) |
| 15. Juni 1958 um 19:00 Uhr in Eskilstuna |   |             |           |
| Paraguay                                 | – | Jugoslawien | 3:3 (2:1) |

### Gruppe 3

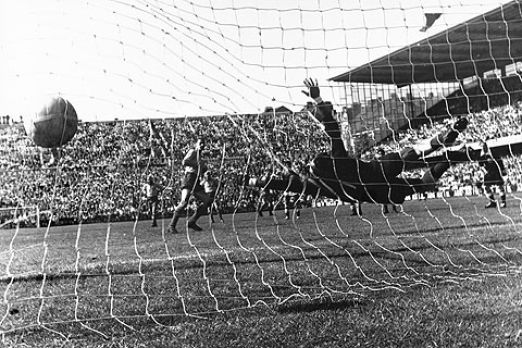
Schwedens Liedholm erzielt im Gruppenspiel gegen Mexiko ein Tor.

| Pl.                                           | Land     | Sp. | S | U | N | Tore    | Diff. | Punkte |
| --------------------------------------------- | -------- | --- | - | - | - | ------- | ----- | ------ |
| 1.                                            | Schweden | 3   | 2 | 1 | 0 | 005:100 | +4    | 05:10  |
| 2.                                            | Wales    | 3   | 0 | 3 | 0 | 002:200 | ±0    | 03:30  |
| 3.                                            | Ungarn   | 3   | 1 | 1 | 1 | 006:300 | +3    | 03:30  |
| 4.                                            | Mexiko   | 3   | 0 | 1 | 2 | 001:800 | −7    | 01:50  |
| Wales durch Entscheidungsspiel Gruppenzweiter |          |     |   |   |   |         |       |        |

|                                         |   |        |           |
| 8. Juni 1958 um 14:00 Uhr in Solna      |   |        |           |
| Schweden                                | – | Mexiko | 3:0 (1:0) |
| 8. Juni 1958 um 19:00 Uhr in Sandviken  |   |        |           |
| Ungarn                                  | – | Wales  | 1:1 (1:1) |
| 11. Juni 1958 um 19:00 Uhr in Solna     |   |        |           |
| Mexiko                                  | – | Wales  | 1:1 (0:1) |
| 12. Juni 1958 um 19:00 Uhr in Solna     |   |        |           |
| Schweden                                | – | Ungarn | 2:1 (1:0) |
| 15. Juni 1958 um 14:00 Uhr in Solna     |   |        |           |
| Schweden                                | – | Wales  | 0:0       |
| 15. Juni 1958 um 19:00 Uhr in Sandviken |   |        |           |
| Ungarn                                  | – | Mexiko | 4:0 (1:0) |

|                                     |   |        |           |
| 17. Juni 1958 um 19:00 Uhr in Solna |   |        |           |
| Wales                               | – | Ungarn | 2:1 (0:1) |

### Gruppe 4
| Pl.                                                 | Land        | Sp. | S | U | N | Tore    | Diff. | Punkte |
| --------------------------------------------------- | ----------- | --- | - | - | - | ------- | ----- | ------ |
| 1.                                                  | Brasilien   | 3   | 2 | 1 | 0 | 005:000 | +5    | 05:10  |
| 2.                                                  | Sowjetunion | 3   | 1 | 1 | 1 | 004:400 | ±0    | 03:30  |
| 3.                                                  | England     | 3   | 0 | 3 | 0 | 004:400 | ±0    | 03:30  |
| 4.                                                  | Österreich  | 3   | 0 | 1 | 2 | 002:700 | −5    | 01:50  |
| Sowjetunion durch Entscheidungsspiel Gruppenzweiter |             |     |   |   |   |         |       |        |

|                                        |   |             |           |
| 8. Juni 1958 um 19:00 Uhr in Uddevalla |   |             |           |
| Brasilien                              | – | Österreich  | 3:0 (1:0) |
| 8. Juni 1958 um 19:00 Uhr in Göteborg  |   |             |           |
| Sowjetunion                            | – | England     | 2:2 (1:0) |
| 11. Juni 1958 um 19:00 Uhr in Göteborg |   |             |           |
| Brasilien                              | – | England     | 0:0       |
| 11. Juni 1958 um 19:00 Uhr in Borås    |   |             |           |
| Sowjetunion                            | – | Österreich  | 2:0 (1:0) |
| 15. Juni 1958 um 19:00 Uhr in Göteborg |   |             |           |
| Brasilien                              | – | Sowjetunion | 2:0 (1:0) |
| 15. Juni 1958 um 19:00 Uhr in Borås    |   |             |           |
| England                                | – | Österreich  | 2:2 (0:1) |

|                                        |   |         |           |
| 17. Juni 1958 um 19:00 Uhr in Göteborg |   |         |           |
| Sowjetunion                            | – | England | 1:0 (0:0) |

## Finalrunde

### Spielplan
|  | Viertelfinale  | Viertelfinale |                |            | Halbfinale       | Halbfinale |  |  | Finale | Finale |
|  |                |               |                |            |                  |            |  |  |        |        |
|  |                |               |                |            |                  |            |  |  |        |        |
|  | BR Deutschland | 1             |                |            |                  |            |  |  |        |        |
|  | BR Deutschland | 1             |                |            |                  |            |  |  |        |        |
|  | Jugoslawien    | 0             |                |            |                  |            |  |  |        |        |
|  | Jugoslawien    | 0             | BR Deutschland | 1          |                  |            |  |  |        |        |
|  |                |               | BR Deutschland | 1          |                  |            |  |  |        |        |
|  |                | Schweden      | 3              |            |                  |            |  |  |        |        |
|  | Schweden       | Schweden      | 3              | 2          |                  |            |  |  |        |        |
|  | Schweden       |               |                | 2          |                  |            |  |  |        |        |
|  | Sowjetunion    | 0             |                |            |                  |            |  |  |        |        |
|  |                |               | Schweden       | 2          |                  |            |  |  |        |        |
|  |                |               |                | Brasilien  | 5                |            |  |  |        |        |
|  | Frankreich     | 4             |                |            |                  |            |  |  |        |        |
|  | Nordirland     | 0             |                |            |                  |            |  |  |        |        |
|  | Nordirland     | 0             | Frankreich     | 2          |                  |            |  |  |        |        |
|  |                |               | Frankreich     | 2          | Spiel um Platz 3 |            |  |  |        |        |
|  |                | Brasilien     | 5              |            |                  |            |  |  |        |        |
|  | Brasilien      | Brasilien     | 5              | 1          | BR Deutschland   | 3          |  |  |        |        |
|  | Brasilien      |               |                | 1          | BR Deutschland   | 3          |  |  |        |        |
|  | Wales          | 0             |                | Frankreich | 6                |            |  |  |        |        |
|  | Wales          | 0             |                |            | 6                |            |  |  |        |        |
|  |                |               |                |            |                  |            |  |  |        |        |

### Viertelfinale
|                                          |   |             |           |
| 19. Juni 1958 um 19:00 Uhr in Malmö      |   |             |           |
| BR Deutschland                           | – | Jugoslawien | 1:0 (1:0) |
| 19. Juni 1958 um 19:00 Uhr in Norrköping |   |             |           |
| Frankreich                               | – | Nordirland  | 4:0 (1:0) |
| 19. Juni 1958 um 19:00 Uhr in Solna      |   |             |           |
| Schweden                                 | – | Sowjetunion | 2:0 (0:0) |
| 19. Juni 1958 um 19:00 Uhr in Göteborg   |   |             |           |
| Brasilien                                | – | Wales       | 1:0 (0:0) |

Nordirland, Wales und die Sowjetunion hatten zum Erreichen des Viertelfinales Entscheidungsspiele absolviert und weniger als 48 Stunden Zeit für Regeneration und Ortswechsel gehabt. Erwartungsgemäß waren sie in der nächsten Runde chancenlos – Frankreich und Schweden kamen zu leichten Siegen.
Brasilien hatte es mit den, zwar auch unausgeruhten, Walisern da schon schwerer, denn diese stellten sich nach hinten und verteidigten, ohne selbst wirklich Chancen zu erzeugen. Schließlich schoss Pelé mit seinem ersten WM-Tor Brasilien zum hochverdienten Sieg.
Deutschland hatte mit Jugoslawien einen deutlich schwierigeren, weil ausgeruhteren Gegner zu überwinden und konnte eine frühe Führung durch Helmut Rahn mühsam über die Zeit retten.

### Halbfinale
|                                        |   |                |           |
| 24. Juni 1958 um 19:00 Uhr in Göteborg |   |                |           |
| Schweden                               | – | BR Deutschland | 3:1 (1:1) |
| 24. Juni 1958 um 19:00 Uhr in Solna    |   |                |           |
| Frankreich                             | – | Brasilien      | 2:5 (1:2) |

Im Halbfinale, oder auch in der Schlacht von Göteborg, trat die deutsche Mannschaft gegen Gastgeber Schweden in Göteborg an. Das Spiel wird kritisch bewertet. In der deutschen Öffentlichkeit sowie beim Deutschen Fußball-Bund wurde sehr schnell von einem „Skandalspiel“ gesprochen, die Schiedsrichterleistung galt als einseitig die Schweden begünstigend, deren Spielweise als brutal. Der Journalist Horst Vetten konstatierte, dass „König Fußballs einfältigste Vasallen ein blamables Heckengefecht [kämpften]“. Die Beteiligten selbst bemühten sich hingegen um Zurückhaltung, so gratulierte Bundestrainer Herberger dem Gegner zum sportlichen Erfolg („Die schwedische Mannschaft ist eine erstklassige Elf und hat verdient gewonnen“), Spieler wie Helmut Rahn beschrieben die Atmosphäre als nicht beeinflussend („Ich dachte nur an das Spiel, da konnte schreien und pfeifen, wer wollte.“). Auch die Times bezeichnete in ihrem längeren Spielbericht den schwedischen Sieg als verdient und erwähnt weder eine besonders brutale Spielweise der Schweden, noch kritisierte sie die Schiedsrichterleistung.
Nach ausgeglichenem Spiel stand es zur Halbzeit 1:1. Dann wurde Erich Juskowiak wegen eines Revanchefouls an Kurt Hamrin vom Platz gestellt. Nach Verletzungsausfall von Fritz Walter gewannen die Schweden 3:1.
Das zweite Halbfinalspiel zwischen Frankreich und Brasilien war lange Zeit ausgeglichen. Erst als sich der französische Kapitän Robert Jonquet nach gut einer halben Stunde beim Stand von 1:1 das Bein brach (und nach dem geltenden Reglement nicht ersetzt werden durfte), gewannen die Südamerikaner die Oberhand und siegten deutlich mit 5:2.

### Spiel um Platz 3
|                                        |   |            |           |
| 28. Juni 1958 um 17:00 Uhr in Göteborg |   |            |           |
| BR Deutschland                         | – | Frankreich | 3:6 (1:3) |

### Endspiel
| Schweden                                                           | Schweden | Brasilien | Brasilien | Aufstellung                          |
| ------------------------------------------------------------------ | --- | --- | --------- | ------------------------------------ |
| Schweden                                                           | \| 29. Juni 1958 um 15:00 Uhr in Solna bei Stockholm (Råsundastadion) \| \| Ergebnis: 2:5 (1:2) \| \| Zuschauer: 49.737 \| \| Schiedsrichter: Maurice Guigue ( Frankreich) \| \| Spielbericht \|         | \| 29. Juni 1958 um 15:00 Uhr in Solna bei Stockholm (Råsundastadion) \| \| Ergebnis: 2:5 (1:2) \| \| Zuschauer: 49.737 \| \| Schiedsrichter: Maurice Guigue ( Frankreich) \| \| Spielbericht \| | Brasilien | Aufstellung Schweden gegen Brasilien |
| Schweden                                                           | Kalle Svensson – Orvar Bergmark, Sven Axbom – Reino Börjesson, Bengt Gustavsson, Sigvard Parling – Kurt Hamrin, Gunnar Gren, Agne Simonsson, Nils Liedholm , Lennart Skoglund Cheftrainer: George Raynor | Gilmar – Djalma Santos, Hilderaldo Bellini , Orlando Peçanha, Nílton Santos – Zito, Didí – Garrincha, Vavá, Pelé, Zagallo Cheftrainer: Vicente Feola                                             | Brasilien | Aufstellung Schweden gegen Brasilien |
| Schweden                                                           | 1:0 Liedholm (4.) 2:4 A. Simonsson (80.) | 1:1 Vavá (9.) 1:2 Vavá (32.) 1:3 Pelé (55.) 1:4 Zagallo (68.) 2:5 Pelé (90.) | Brasilien | Aufstellung Schweden gegen Brasilien |
| Schweden                                                           | Liedholm ist mit 35 Jahren, acht Monaten und 21 Tagen ältester Torschütze in einem WM-Finale. | Pelé ist mit 17 Jahren, acht Monaten und sechs Tagen jüngster Torschütze in einem WM-Finale. | Brasilien | Aufstellung Schweden gegen Brasilien |
| 29. Juni 1958 um 15:00 Uhr in Solna bei Stockholm (Råsundastadion) | | |           |                                      |
| Ergebnis: 2:5 (1:2)                                                | | |           |                                      |
| Zuschauer: 49.737                                                  | | |           |                                      |
| Schiedsrichter: Maurice Guigue ( Frankreich)                       | | |           |                                      |
| Spielbericht                                                       | | |           |                                      |

Gegen die spielstarken Brasilianer hatten die Schweden trotz ihres Heimvorteils keine Chance. Nach einem 0:1-Rückstand erzielten die Südamerikaner vier Tore in Folge. Durch das artistisch vollendete 3:1 machte erneut der siebzehnjährige Pelé auf sich aufmerksam, der damit endgültig zum großen Star dieser Weltmeisterschaft wurde.

### Ehrungen der Platzierten
Raymond Kopa wurde zu Europas Fußballer des Jahres gewählt, Helmut Rahn und Just Fontaine belegten die Plätze 2 und 3. Orvar Bergmark wurde mit dem Guldbollen als bester schwedischer Fußballer des Jahres ausgezeichnet und Maurice Lafont Frankreichs Fußballer des Jahres. In Brasilien und Deutschland gab es zu der Zeit noch keine solche Auszeichnung.

## Beste Torschützen
| Rang | Spieler           | Tore |
| ---- | ----------------- | ---- |
| 1    | Just Fontaine     | 13   |
| 2    | Helmut Rahn       | 6    |
|      | Pelé              | 6    |
| 4    | Peter McParland   | 5    |
|      | Vavá              | 5    |
| 6    | Kurt Hamrin       | 4    |
|      | Agne Simonsson    | 4    |
|      | Lajos Tichy       | 4    |
|      | Zdeněk Zikán      | 4    |
| 10   | Oreste Corbatta   | 3    |
|      | Raymond Kopa      | 3    |
|      | Roger Piantoni    | 3    |
|      | Hans Schäfer      | 3    |
|      | Todor Veselinović | 3    |

| Rang | Spieler              | Tore |
| ---- | -------------------- | ---- |
| 15   | Jorge Lino Romero    | 2    |
|      | José Altafini        | 2    |
|      | José Parodi          | 2    |
|      | Juan Bautista Agüero | 2    |
|      | Václav Hovorka       | 2    |
|      | Florencio Amarilla   | 2    |
|      | Aleksandar Petaković | 2    |
|      | Derek Kevan          | 2    |
|      | Milan Dvořák         | 2    |
|      | Anatoli Iljin        | 2    |
|      | Ivor Allchurch       | 2    |
|      | Uwe Seeler           | 2    |
|      | Nils Liedholm        | 2    |
|      | Maryan Wisnieski     | 2    |

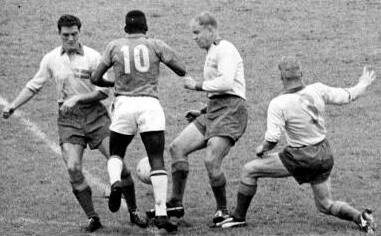
Pelé im Endspiel im Duell mit drei schwedischen Verteidigern

Darüber hinaus gab es 32 Spieler mit einem Treffer.
Torschützenkönig des gesamten Wettbewerbs war ebenfalls der Franzose Just Fontaine mit seinen 13 Treffern aus der Endrunde.

## Die besten Spieler des Turniers
Von der europäischen und südamerikanischen Presse wurden folgende Spieler am häufigsten als beste Spieler des Turniers genannt:
| Torhüter             | Verteidiger                                    | Mittelläufer     | Außenläufer                            | Halbstürmer                               | Flügelstürmer                                     | Mittelstürmer |
| -------------------- | ---------------------------------------------- | ---------------- | -------------------------------------- | ----------------------------------------- | ------------------------------------------------- | ------------- |
| Gregg Jaschin Gilmar | Djalma Santos Bergmark Juskowiak Nílton Santos | Gustavsson Zebec | Woinow Szymaniak Blanchflower Penverne | Kopa Didi Pelé Fritz Walter Gren Piantoni | Garrincha Skoglund Rahn Zagalo McParland Corbatta | Fontaine Vavá |

## Das Fernsehen und die WM
Die Weltmeisterschaft 1958 war die erste, die vom Fernsehen auf alle Kontinente übertragen wurde. Die Live-Spiele wurden allerdings von der FIFA bestimmt. In der Bundesrepublik sah man u. a. die Vorrundenspiele gegen Argentinien und Nordirland sowie ein Viertel- und ein Halbfinalspiel original. Die Begegnung um Platz 3 und das Finale wurde ebenfalls im Fernsehen live gesendet.
Da die Übertragung aller deutschen WM-Spiele nicht gewährleistet war, kam es am 24. Juni zu der kuriosen Situation, dass die Fußballfans in Deutschland um 19:00 Uhr auf dem Bildschirm das Halbfinalspiel zwischen Brasilien und Frankreich sahen, und gleichzeitig im Rundfunk der dramatischen Partie zwischen Deutschland und Schweden lauschten, die von Rudi Michel (1. Halbzeit) und Herbert Zimmermann (2. Halbzeit) kommentiert wurde.
Bewegte Bilder von der gesamten WM-Endrunde (inklusive der deutschen Halbfinalbegegnung gegen Schweden) gab es erst ab dem 4. Juli 1958 in den Kinos, als der WM-Dokumentarfilm Hinein! gezeigt wurde. Der Film wurde von der UfA und Generalkonsul Hans Schubert produziert. Chefreporter war Sammy Drechsel. Weitere Sprecher der Dokumentation waren Heribert Meisel, Herbert Zimmermann und Heinz Gottschalk.
Eine weitere Folge der Fernsehübertragungen war, dass weniger Zuschauer als erhofft die Spiele live im Stadion verfolgten. Stattdessen entschieden sich vor allem viele Schweden in der Hauptstadt Stockholm die WM-Spiele im Fernsehen zu verfolgen.

## Sonstiges
Nach der Niederlage im Halbfinale gegen Schweden kam es in Deutschland zu Ausschreitungen gegen schwedische Touristen. In Hamburg wurden Reifen von schwedischen Autos zerstochen, und die sehr populäre Schwedenplatte verschwand von den Speisekarten von Restaurants. Auslöser war aus Sicht eines Teils der deutschen Öffentlichkeit das Verhalten einiger schwedischen Fans während des Spiels, die, von Animateuren ermuntert, eine vermeintlich feindliche Atmosphäre im Stadion von Göteborg verursachten, und der Platzverweis gegen Erich Juskowiak.
Mit England, Nordirland, Schottland und Wales nahmen zum bisher einzigen Male alle vier britischen Verbände an einer Endrunde teil. Von diesen erreichten nur die schwächer eingeschätzten Mannschaften aus Nordirland und Wales das Viertelfinale. Immerhin war England die einzige Mannschaft, die gegen den späteren Weltmeister Brasilien nicht verloren hatte; sie konnte aber auch keines ihrer drei Gruppenspiele gewinnen und schied nach einem Entscheidungsspiel gegen die UdSSR aus.
Das Endspiel war das erste WM-Finale, in dem sich Mannschaften aus Europa und Südamerika gegenüberstanden. Mit seinem Sieg gelang es Brasilien zum ersten und bisher einzigen Mal, als südamerikanisches Land ein WM-Turnier in Europa zu gewinnen. Zudem war es der erste WM-Titel für ein Land, das im Turnierverlauf nur gegen Mannschaften anderer Konföderationen spielte. Dies gelang nur Brasilien 1994 und 2002 nochmals, mit dem Unterschied, dass Brasilien 1958 nur gegen europäische Mannschaften spielte, 1994 und 2002 aber auch gegen afrikanische, mittel- und nordamerikanische Mannschaften. Es ist auch das bis heute einzige Finale, in dem der Gastgeber unterlag. 1950 hatte Brasilien als Gastgeber zwar das letzte Spiel gegen Uruguay verloren, dies war aber kein Finale.